# Resultados do Carnaval do Rio de Janeiro em 1971
Nesta página estão listados os resultados dos concursos de escolas de samba, blocos de enredo, frevos carnavalescos, ranchos carnavalescos e sociedades carnavalescas do carnaval do Rio de Janeiro do ano de 1971. Os desfiles foram realizados entre os dias 21 e 24 de fevereiro de 1971.
Acadêmicos do Salgueiro conquistou seu quinto título de campeão do carnaval com um desfile sobre a história de uma visita de nobres africanos a Maurício de Nassau no Recife. O enredo "Festa para Um Rei Negro" foi sugerido por Joãosinho Trinta e Maria Augusta, que venceram no carnaval do Rio pela primeira vez. O desfile também teve assinatura de Arlindo Rodrigues e Fernando Pamplona. Arlindo conquistou seu quinto título no carnaval do Rio, enquanto Pamplona foi campeão pela quarta vez. Um dos destaques da apresentação foi o samba-enredo composto por Zuzuca, eternizado pelo refrão "O-lê-lê, o-lá-lá / Pega no ganzê / Pega no ganzá". Últimas colocadas, Mocidade Independente de Padre Miguel e Unidos de Padre Miguel seriam rebaixadas, mas o descenso foi cancelado com a justificativa de se promover um superdesfile no ano seguinte em comemoração aos 150 anos da Independência do Brasil.
Em Cima da Hora venceu o Grupo 2, sendo promovida à primeira divisão junto com a vice-campeã, Unidos de Lucas. Caprichosos de Pilares conquistou o título do Grupo 3, sendo promovida à segunda divisão junto com Unidos da Vila Santa Tereza (vice-campeã) e Unidos de Bangu (terceira colocada).
Foliões de Botafogo; Boi da Freguesia da Ilha do Governador; Flor da Mina do Andaraí; Batutas de Cordovil; e Caprichosos de Bento Ribeiro foram os campeões dos grupos de blocos de enredo. Lenhadores ganhou a disputa dos frevos. Decididos de Quintino foi o campeão dos ranchos. Tenentes do Diabo venceu o concurso das grandes sociedades.

## Escolas de samba

### Grupo 1
O desfile do Grupo 1 foi organizado pela Associação das Escolas de Samba do Estado da Guanabara (AESEG) e realizado na Avenida Presidente Vargas, a partir das 19 horas e 30 minutos do domingo, dia 21 de fevereiro de 1971. O início das apresentações foi atrasado em noventa minutos por conta da chuva que, ainda assim, prejudicou as primeiras escolas. O desfile foi aberto por Unidos de Padre Miguel e Império da Tijuca, respectivamente vice-campeã e campeã do Grupo 2 do ano anterior. Campeã do carnaval anterior, a Portela encerrou o desfile.
| Ordem dos desfiles |
| 1. Unidos de Padre Miguel 2. Império da Tijuca 3. Unidos de São Carlos 4. Acadêmicos do Salgueiro 5. Imperatriz Leopoldinense 6. Estação Primeira de Mangueira 7. Mocidade Independente de Padre Miguel 8. Unidos de Vila Isabel 9. Império Serrano 10. Portela |

#### Quesitos e julgadores
As escolas foram avaliadas em doze quesitos com notas de um a dez.
| Quesito | Quesito                      | Julgador                    |
| ------- | ---------------------------- | --------------------------- |
|         | Bateria                      | Lindolfo Gaya               |
|         | Letra do Samba-Enredo        | Aziz Ahmed                  |
|         | Melodia do Samba-Enredo      | Egberto Gismonti            |
|         | Harmonia                     | Cláudio Nomeli Barbestefano |
|         | Mestre-Sala e Porta-Bandeira | Elba Nogueira               |
|         | Evolução                     | Ruth Lins                   |
|         | Conjunto                     | Johnny Franklin             |
|         | Fantasias                    | Luís Jasmim                 |
|         | Enredo                       | Péricles de Barros          |
|         | Comissão de Frente           | Danúbio Menezes Galvão      |
|         | Alegorias                    | Pedro Correia de Araújo     |
|         | Desfile de Qualidade         | Stellinha Egg               |

#### Classificação
Confirmando o favoritismo, o Salgueiro foi campeão, conquistando seu quinto título na elite do carnaval. O campeonato anterior da escola foi conquistado dois anos antes, em 1969. O Salgueiro realizou um desfile sobre a história de uma visita de nobres africanos a Maurício de Nassau no Recife. O enredo "Festa Para Um Rei Negro" foi sugerido por Joãosinho Trinta e Maria Augusta, que venceram no carnaval do Rio pela primeira vez. O desfile também teve assinatura de Arlindo Rodrigues e Fernando Pamplona. Arlindo conquistou seu quinto título no carnaval do Rio, enquanto Pamplona foi campeão pela quarta vez. Um dos destaques da apresentação foi o samba-enredo composto por Zuzuca do Salgueiro, eternizado pelo refrão "O-lê-lê, o-lá-lá / Pega no ganzê / Pega no ganzá".
Campeã do ano anterior, a Portela ficou com o vice-campeonato homenageando o bairro da Lapa. Terceiro colocado, o Império Serrano realizou um desfile sobre a Região Nordeste do Brasil. Estação Primeira de Mangueira ficou em quarto lugar desfilando o enredo "Os Modernos Bandeirantes". Com um desfile sobre a cana-de-açúcar, a Unidos de Vila Isabel se classificou em quinto lugar. Unidos de São Carlos foi a sexta colocada com um desfile de exaltação ao Brasil. Sétima colocada, a Imperatriz Leopoldinense desfilou o enredo "Barra de Ouro, Barra de Rio, Barra de Saia". Império da Tijuca ficou em oitavo lugar com uma apresentação sobre a cultura afro-brasileira. Com um desfile sobre a saudade, a Mocidade Independente de Padre Miguel se classificou em nono lugar. Última colocada, a Unidos de Padre Miguel homenageou o cronista Sérgio Porto, morto em 1968. Últimas colocadas, Mocidade Independente e Unidos de Padre Miguel seriam rebaixadas, mas o descenso foi cancelado com a justificativa de se promover um superdesfile no ano seguinte em comemoração aos 150 anos da Independência do Brasil.
| Col. | Escola                                | Enredo                                              | Carnavalesco(a)                                                        | Pontos |
| ---- | ------------------------------------- | --------------------------------------------------- | ---------------------------------------------------------------------- | ------ |
| 1    | Acadêmicos do Salgueiro               | Festa Para Um Rei Negro                             | Arlindo Rodrigues, Fernando Pamplona, Joãosinho Trinta e Maria Augusta | 128    |
| 2    | Portela                               | Lapa em Três Tempos                                 | Arnaldo Pederneiras                                                    | 116    |
| 3    | Império Serrano                       | Nordeste, Seu Povo, Seu Canto, Sua Gente            | Fernando Pinto                                                         | 111    |
| 4    | Estação Primeira de Mangueira         | Os Modernos Bandeirantes                            | Júlio Mattos e Carlinhos Sideral                                       | 108    |
| 5    | Unidos de Vila Isabel                 | Ouro Mascavo                                        | Iomar Soares e a Turma da Praça 7                                      | 103    |
| 6    | Unidos de São Carlos                  | Roteiro Turístico Através do Brasil                 | José Coelho e Jorge Macadame                                           | 101    |
| 7    | Imperatriz Leopoldinense              | Barra de Ouro, Barra de Rio, Barra de Saia          | Departamento Cultural e de Carnaval                                    | 97     |
| 8    | Império da Tijuca                     | O Misticismo da África ao Brasil                    | Jorge Melodia e Chicão                                                 | 94     |
| 9    | Mocidade Independente de Padre Miguel | Rapsódia de Saudade                                 | Gabriel do Nascimento, Ari de Castro e Poty                            | 86     |
| 10   | Unidos de Padre Miguel                | O Samba do Crioulo Doido - Homenagem a Sérgio Porto | Comissão de Carnaval                                                   | 77     |

### Grupo 2
O desfile do Grupo 2 foi organizado pela AESEG e realizado na Avenida Presidente Antônio Carlos, entre as 19 horas e 30 minutos do domingo, dia 21 de fevereiro de 1971, e as 7 horas e 20 minutos do dia seguinte. O início do desfile foi atrasado em noventa minutos por conta da chuva.
| Ordem dos desfiles |
| 1. Unidos de Manguinhos 2. União da Ilha do Governador 3. Cartolinhas de Caxias 4. São Clemente 5. Unidos de Lucas 6. Unidos da Tijuca 7. Independentes do Leblon 8. Lins Imperial 9. Unidos do Cabuçu 10. Paraíso do Tuiuti 11. Beija-Flor 12. Unidos do Jacarezinho 13. Acadêmicos de Santa Cruz 14. União de Jacarepaguá 15. Tupy de Brás de Pina 16. Em Cima da Hora |

#### Quesitos e julgadores
As escolas foram avaliadas em doze quesitos.
| Quesito | Quesito                      | Julgador                       |
| ------- | ---------------------------- | ------------------------------ |
|         | Bateria                      | Sílvio Freitas Bastos          |
|         | Letra do Samba-Enredo        | Elpídio Pereira de Faria       |
|         | Melodia do Samba-Enredo      | Heraldo Peçanha                |
|         | Harmonia                     | Jarbas Fernandes               |
|         | Mestre-Sala e Porta-Bandeira | Alberto Ribeiro                |
|         | Evolução                     | Edite Vasconcelos              |
|         | Conjunto                     | Aires Augusto                  |
|         | Fantasias                    | Lúcia Dias                     |
|         | Enredo                       | Vicente Salles                 |
|         | Comissão de Frente           | Maria José Climaco de Oliveira |
|         | Alegorias                    | Celmo Soares                   |
|         | Desfile de Qualidade         | Cordélia Moscoso Morize        |

#### Classificação
A Em Cima da Hora confirmou o favoritismo e conquistou seu segundo título de campeã da segunda divisão, garantindo seu retorno ao Grupo 1, de onde foi rebaixada em 1969. Última escola a se apresentar, a Em Cima da Hora realizou um desfile sobre o Rio de Janeiro antigo e o contemporâneo. Vice-campeã, a Unidos de Lucas também foi promovida ao primeiro grupo.
| Legenda: Promovidas ao Grupo 1 * Sem informação disponível |

| Col. | Escola                      | Enredo                                                 | Carnavalesco(a)             | Pontos |
| ---- | --------------------------- | ------------------------------------------------------ | --------------------------- | ------ |
| 1    | Em Cima da Hora             | Este Rio que Eu Amo                                    | Sebastião Souza de Oliveira | 123    |
| 2    | Unidos de Lucas             | Tributo às Raízes, Pixinguinha, Donga e João da Baiana | *                           | 114    |
| 3    | Lins Imperial               | Casa Grande e Senzala                                  | José Félix Garcez Netto     | 114    |
| 4    | Tupy de Brás de Pina        | São Francisco a Caminho do Sertão                      | Jairo de Souza              | 111    |
| 5    | São Clemente                | O Beijo de Três Saudades                               | Ivo da Rocha Gomes          | 106    |
| 6    | Paraíso do Tuiuti           | Rio, Carnaval e Batucada                               | Júlio Mattos                | 105    |
| 7    | Beija-Flor                  | Carnaval, Sublime Ilusão                               | Abílio                      | 100    |
| 8    | Unidos do Jacarezinho       | Bahia de Ontem, de Hoje e de Sempre                    | Mário Barcelos              | 99     |
| 9    | Acadêmicos de Santa Cruz    | Três Fases da Poesia                                   | Wilson Paixão               | 98     |
| 10   | Unidos da Tijuca            | Quiva e Laiá                                           | *                           | 97     |
| 11   | União de Jacarepaguá        | Marília de Dirceu                                      | *                           | 95     |
| 12   | Independentes do Leblon     | Baile das Rosas                                        | *                           | 94     |
| 13   | Unidos do Cabuçu            | Ninguém Segura Este País                               | *                           | 92     |
| 14   | União da Ilha do Governador | Ritual Afro-Brasileiro                                 | Edson Machado               | 92     |
| 15   | Unidos de Manguinhos        | Ouro Verde                                             | Nilton Costa                | 90     |
| 16   | Cartolinhas de Caxias       | Viagem ao Norte e Nordeste Brasileiro                  | *                           | 81     |

### Grupo 3
O desfile do Grupo 3 foi organizado pela AESEG e realizado no domingo, dia 21 de fevereiro de 1971, na Praça Onze.
| Ordem dos desfiles |
| 1. Acadêmicos da Cidade de Deus 2. Unidos de Cosmos 3. União de Vaz Lobo 4. Aprendizes da Gávea (Não desfilou) 5. Império do Marangá 6. Unidos da Vila Santa Tereza 7. Império de Campo Grande 8. Caprichosos de Pilares 9. Unidos da Vila São Luís 10. Unidos do Uraiti 11. União do Centenário 12. Acadêmicos do Engenho da Rainha 13. Inferno Verde 14. Capricho do Centenário 15. Unidos da Ponte 16. Independentes do Zumbi 17. Unidos de Bangu 18. Unidos de Nilópolis |

#### Quesitos e julgadores
As escolas foram avaliadas em doze quesitos.
| Quesito | Quesito                      | Julgador                |
| ------- | ---------------------------- | ----------------------- |
|         | Bateria                      | Maria Célia Tavares     |
|         | Letra do Samba-Enredo        | João Penha Valle        |
|         | Melodia do Samba-Enredo      | Maria do Carmo Lima     |
|         | Harmonia                     | Maria Helena Cavalcanti |
|         | Mestre-Sala e Porta-Bandeira | Aldemir Dutra           |
|         | Evolução                     | Carlos Morais           |
|         | Conjunto                     | De Figueiredo           |
|         | Fantasias                    | Duse Macarati           |
|         | Enredo                       | Danilo Gaya             |
|         | Comissão de Frente           | Cláudio de Oliveira     |
|         | Alegorias                    | Darcy Boye de Azevedo   |
|         | Desfile de Qualidade         | Sérgio Mauro            |

#### Classificação
Caprichosos de Pilares foi a campeã, garantindo seu retorno à segunda divisão, de onde foi rebaixada em 1968. Unidos da Vila Santa Tereza (vice-campeã) e Unidos de Bangu (terceira colocada) também foram promovidas ao Grupo 2. Caprichosos e Unidos da Vila somaram a mesma pontuação final. A escola de Pilares conquistou o título no quesito de desempate, Bateria, onde recebeu nota maior. Aprendizes da Gávea não se apresentou para o desfile.
| Legenda: Promovidas ao Grupo 2 * Sem informação disponível |

| Col.                               | Escola                          | Enredo                               | Carnavalesco(a)                  | Pontos | Desempate       |
| ---------------------------------- | ------------------------------- | ------------------------------------ | -------------------------------- | ------ | --------------- |
| 1                                  | Caprichosos de Pilares          | Brasil na Primavera                  | *                                | 104    | Quesito Bateria |
| 2                                  | Unidos da Vila Santa Tereza     | Origem do Samba                      | Darcy do Bonfim e Vilela         | 104    | Quesito Bateria |
| 3                                  | Unidos de Bangu                 | O Guarani de José de Alencar         | Josafá Pereira                   | 102    | -               |
| 4                                  | Independentes do Zumbi          | Homenagem ao Jubileu da FEB          | *                                | 101    | -               |
| 5                                  | Inferno Verde                   | Primavera                            | *                                | 99     | -               |
| 6                                  | Império do Marangá              | Marco da Colonização                 | *                                | 95     | -               |
| 7                                  | União do Centenário             | Caxias, o Pacificador                | *                                | 92     | -               |
| 8                                  | Unidos da Ponte                 | O Sonho de Zé Pereira                | Manoel Abrantes e Ribamar Correa | 91     | -               |
| 9                                  | Unidos de Cosmos                | Exaltação ao Negro Brasileiro        | *                                | 90     | -               |
| 10                                 | Unidos do Uraiti                | Festas Tradicionais do Brasil        | *                                | 89     | -               |
| 11                                 | Capricho do Centenário          | Descobridor de Diamantes             | *                                | 86     | -               |
| 12                                 | Unidos de Nilópolis             | Pioneiros da Independência do Brasil | *                                | 86     | -               |
| 13                                 | Unidos da Vila São Luís         | O Grande Historiador                 | *                                | 79     | -               |
| 14                                 | Acadêmicos do Engenho da Rainha | *                                    | *                                | 79     | -               |
| 15                                 | Império de Campo Grande         | Brasil e Suas Épocas                 | *                                | 75     | -               |
| 16                                 | Acadêmicos da Cidade de Deus    | Favela em Si                         | *                                | 60     | -               |
| 17                                 | União de Vaz Lobo               | O Crepúsculo de Um Rei Negro         | *                                | 59     | -               |
| Aprendizes da Gávea (Não desfilou) |                                 |                                      |                                  |        |                 |

## Blocos de enredo
Os desfiles dos blocos de enredo foram organizados pela Federação dos Blocos Carnavalescos do Estado do Rio de Janeiro (FBCERJ).

### Grupo 1
O desfile do Grupo 1 foi realizado na Avenida Presidente Vargas, na noite do sábado, dia 21 de fevereiro de 1971, após o desfile dos frevos carnavalescos. Cada bloco teve cinquenta minutos para desfilar.
| Ordem dos desfiles |
| 1. Bloco do Barriga 2. Mocidade de São Mateus 3. Unidos da Villa Rica 4. Namorar Eu Sei 5. Vai Se Quiser 6. Foliões de Botafogo 7. Canários das Laranjeiras 8. Quem Fala de Nós Não Sabe o que Diz 9. Arranco 10. Não Tem Mosquito 11. Unidos do Cabral 12. Império do Pavão |

Classificação
Foliões de Botafogo foi o campeão.
| Col. | Bloco                               | Enredo                           |
| ---- | ----------------------------------- | -------------------------------- |
| 1    | Foliões de Botafogo                 | Tributo aos Orixás               |
| 2    | Canários das Laranjeiras            | Barroco, Barroco                 |
| 3    | Unidos da Villa Rica                | Tudo Isto É Brasil               |
| 4    | Vai Se Quiser                       | Pernambuco, a Glória do Nordeste |
| 5    | Arranco                             | O Rio e o Mar                    |
| 6    | Quem Fala de Nós Não Sabe o que Diz | Os Portais da Bahia              |
| 7    | Mocidade de São Mateus              | Samba, Amor e Fantasia           |
| 8    | Namorar Eu Sei                      | Rondon, o Desbravador do Sertão  |
| 9    | Império do Pavão                    | O Ritual da Praia                |
| 10   | Unidos do Cabral                    | Três Fontes de Nossas Riquezas   |
| 11   | Não Tem Mosquito                    | Terra Chão com Grandes Arvoredos |
| 12   | Bloco do Barriga                    | Sua Excelência o Carnaval        |

### Grupo 2
Boi da Freguesia da Ilha do Governador foi o campeão, sendo promovido ao Grupo 1 junto com Quem Quiser Pode Vir e Cara de Boi.
| Legenda: Promovidos ao Grupo 1 |

| Col. | Bloco                                  | Enredo                              |
| ---- | -------------------------------------- | ----------------------------------- |
| 1    | Boi da Freguesia da Ilha do Governador | Lapa e suas Tradições               |
| 2    | Quem Quiser Pode Vir                   | De Rei Boneco a Rei Momo            |
| 3    | Cara de Boi                            | Gênios do Nosso Samba               |
| 4    | Unidos do Cantagalo                    | Festa nas Senzalas                  |
| 5    | Unidos de Barros Filho                 | Carnaval é Assim                    |
| 6    | Cometas do Bispo                       | Salve a Bahia                       |
| 7    | Bafo do Bode                           | Mercadores e Costumes do Rio Antigo |
| 8    | Unidos de São Cristóvão                | Festas Populares do Rio             |
| 9    | Embalo do Morro do Urubu               | Epopeia Maravilhosa de Ary Barroso  |
| 10   | Unidos da Fazenda                      | Passarada                           |

### Grupo 3
O desfile do Grupo 3 foi realizado na noite do sábado, dia 21 de fevereiro de 1971, na Praça Onze. Flor da Mina do Andaraí foi o campeão, sendo promovido ao Grupo 2 junto com Independentes do Pavãozinho e Deixa Comigo.
Consta nos jornais da época o Bloco Unidos do Diadema de Rocha Miranda, cujo enredo era "Carnaval de Ontem", mas não há informações se o Bloco desfilou ou não
| Legenda: Promovidos ao Grupo 2 |

| Col. | Bloco                            | Enredo                           |
| ---- | -------------------------------- | -------------------------------- |
| 1    | Flor da Mina do Andaraí          | Candomblé da Bahia               |
| 2    | Independentes do Pavãozinho      | 4 Dias de Folia                  |
| 3    | Deixa Comigo                     | Carnaval dos Carnavais           |
| 4    | Leão de Iguaçu                   | Rio de Todas as Festas           |
| 5    | Unidos da Vila Kennedy           | Essa Nega Fulô                   |
| 6    | Unidos do Parque Felicidade      | O Mundo Alegre da Criança        |
| 7    | Independentes da Barão           | A Festa da Moagem                |
| 8    | Mocidade Independente de Inhaúma | Primavera no Rio                 |
| 9    | Mocidade de Vicente de Carvalho  | Rio Moderno                      |
| 10   | Acadêmicos de Colégio            | Primavera Estação das Flores     |
| 11   | Os Brasinhas                     | O Carnaval em Três Tempos        |
| 12   | Embaixadores de Paula Ramos      | Guanabara, um Conto aos Artistas |
| 13   | Sentinela de Pilares             | Rio, Capital da Beleza           |
| 14   | Brinca Quem Pode de Santa Teresa | Aleluia                          |

### Grupo 4
O desfile do Grupo 4 foi realizado na Avenida 28 de Setembro, entre as 21 horas e 20 minutos da segunda-feira, dia 23 de fevereiro de 1971, e as 3 horas do dia seguinte. Batutas de Cordovil foi o campeão, sendo promovido à desfilar no Grupo 3 no ano seguinte.
Consta nos jornais da época os Blocos Mocidade de Água Santa (Enredo: Carnaval do Rio), Batutas de Oswaldo Cruz (Enredo: Negro Escravo) e Agora Eu Vou (Enredo: Rio Alegre), mas não há mais informações se desfilou ou não.
| Legenda: Promovidos ao Grupo 3 |

| Col. | Bloco                     | Enredo                               |
| ---- | ------------------------- | ------------------------------------ |
| 1    | Batutas de Cordovil       | Carlos Gomes e suas Óperas Famosas   |
| 2    | Infantes da Piedade       | História do Carnaval                 |
| 3    | Cacareco Unidos do Leblon | João Quilombo                        |
| 4    | Mocidade Unida de Tinguá  | Victor Meireles, o Divino da Pintura |
| 5    | Diplomatas de Anchieta    | Exaltação a Noel Rosa                |
| 6    | Império da Gávea          | Conjuração de Vila Rica              |
| 7    | Suspiro da Cobra          | Meu Rio é Assim                      |

### Grupo 5
Neste ano foi criada a quinta divisão dos blocos de enredo. O desfile foi realizado na noite da terça-feira, dia 24 de fevereiro de 1971, na Estrada da Água Grande, em Irajá. Caprichosos de Bento Ribeiro foi o campeão, sendo promovido à desfilar no Grupo 4 no ano seguinte. Cova da Onça, Tribo de Padre Miguel, e Dragões do Irajá foram desclassificados por atrasarem seus desfiles, mas foram mantidos no mesmo grupo para o ano seguinte.
| Legenda: Promovidos ao Grupo 4 |

| Col. | Bloco                        | Enredo             |
| ---- | ---------------------------- | ------------------ |
| 1    | Caprichosos de Bento Ribeiro | Uma Feira na Bahia |
| 2    | Rouxinol do Grotão da Penha  | *                  |
| 3    | Amar É Viver                 | *                  |
| 4    | Rosa de Ouro                 | *                  |
| -    | Cova da Onça                 | *                  |
| -    | Tribo de Padre Miguel        | *                  |
| -    | Dragões do Irajá             | *                  |

## Frevos carnavalescos
O desfile dos frevos foi realizado na noite do sábado, dia 21 de fevereiro de 1971, na Avenida Presidente Vargas. Cada clube teve trinta minutos para desfilar.
| Ordem dos desfiles                                                                                |
| 1. Misto Toureiros 2. Lenhadores 3. Batutas da Cidade Maravilhosa 4. Pás Douradas 5. Vassourinhas |

Classificação
Lenhadores foi o campeão com um desfile sobre o futebol. Campeão do ano anterior, o frevo Vassourinhas desfilou mas foi desclassificado por ter se apresentado fora do horário estipulado.
| Col. | Frevo                         | Enredo                                    |
| ---- | ----------------------------- | ----------------------------------------- |
| 1    | Lenhadores                    | Epopéia do Futebol                        |
| 2    | Pás Douradas                  | Integração                                |
| 3    | Batutas da Cidade Maravilhosa | Brasil na Era Espacial                    |
| 4    | Misto Toureiros               | Marechal Rondon, o Pacificador dos índios |

## Ranchos carnavalescos
O desfile dos ranchos foi realizado na noite da segunda-feira, dia 23 de fevereiro de 1971, na Avenida Presidente Vargas. As apresentações foram iniciadas pouco depois das 21 horas, se estendendo até as 2 horas do dia seguinte. Os ranchos Recreio da Saúde e União dos Caçadores não desfilaram.
| Ordem dos desfiles |
| 1. Aliados de Quintino 2. Decididos de Quintino 3. Unidos do Morro do Pinto 4. Índios do Leme 5. Azulões da Torre 6. Unidos do Cunha |

Classificação
Decididos de Quintino foi campeão apresentando o enredo "O Primeiro Aniversário de Brasília".
| Col. | Rancho                   | Pontos | Desempate         |
| ---- | ------------------------ | ------ | ----------------- |
| 1    | Decididos de Quintino    | 81     | -                 |
| 2    | Azulões da Torre         | 77     | -                 |
| 3    | Unidos do Cunha          | 64     | -                 |
| 4    | Aliados de Quintino      | 57     | -                 |
| 5    | Unidos do Morro do Pinto | 54     | Quesito Fantasias |
| 6    | Índios do Leme           | 54     | Quesito Fantasias |

## Sociedades carnavalescas
O desfile das grandes sociedades foi realizado na noite da terça-feira de carnaval, dia 24 de fevereiro de 1971, na Avenida Presidente Vargas.
| Ordem dos desfiles |
| 1. Clube dos Independentes 2. Embaixada do Sossego 3. Clube dos Democráticos 4. Turunas de Monte Alegre 5. Tenentes do Diabo 6. Clube dos Embaixadores 7. Clube dos Cariocas 8. Pierrôs da Caverna |

Classificação
Tenentes do Diabo foi o campeão.
| Col. | Sociedade               | Pontos | Desempate         |
| ---- | ----------------------- | ------ | ----------------- |
| 1    | Tenentes do Diabo       | 52     | -                 |
| 2    | Turunas de Monte Alegre | 42     | -                 |
| 3    | Embaixada do Sossego    | 41     | -                 |
| 4    | Pierrôs da Caverna      | 40     | -                 |
| 5    | Clube dos Independentes | 35     | Quesito Alegorias |
| 6    | Clube dos Embaixadores  | 35     | Quesito Alegorias |
| 7    | Clube dos Cariocas      | 32     | -                 |